# جین استافورد (شیمی‌دان)
جین استافورد (انگلیسی: Jane Stafford؛ زاده ۱ مارس ۱۸۹۹ درگذشته ۱ مارس ۱۹۹۱) یک روزنامه‌نگار شیمی‌دان و نویسنده اهل ایالات متحده آمریکا بود.